# طريق الجليد: الانتقام
طريق الجليد: الانتقام Ice Road: Vengeance هو فيلم إثارة وأكشن أمريكي صدر عام 2025 من تأليف وإخراج جوناثان هينسلي . إنه التكملة المباشرة لفيلم طريق الجليد (2021). يعود ليام نيسون من الفيلم الأول، إلى جانب فان بينج بينج، وبرنارد كاري، وجيف موريل.

## القصة
يسافر مايك إلى نيبال لنثر رماد أخيه الراحل على جبل إيفرست. عندما يواجه مايك ومرشده الجبلي مرتزقة في حافلة سياحية، يُجبران على القتال لإنقاذ نفسيهما والركاب وموطن القرويين المحليين.

## الشخصيات
- ليام نيسون في دور مايك ماكان
- فان بينج بينج في دور داني
- برنارد كاري في دور البروفيسور مايرز
- جيف موريل في دور سبايك
- ماهيش جادو في دور رودرا ياش
- ساكشام شارما في دور فيجاي راي
- غريس أوسوليفان في دور ستار مايرز
- أميليا بيشوب في دور جيت
- شيفانثا ويجيسينها في دور الملازم مانجال
- روزي تراينور في دور رينجر سام
- سيث كانوف في دور وكيل إدارة أمن النقل
- سي جيه. بلومفيلد في دور يوج
- ساني إس. واليا في دور الشرطي الفاسد
- لوك كلايسون في دور بول
- ساهيل سالوجا بدور الشرطي الفاسد
- آنا ماي هوك في دور جراح شؤون المحاربين القدامى

## الإنتاج
في أبريل 2023، تم الإعلان عن إنتاج جزئ ثاني بعنوان The Ice Road 2: Road to the Sky مع عودة النجم ليام نيسون والكاتب والمخرج جوناثان هينسلي. بدأ التصوير الرئيسي في يناير 2024 في فيكتوريا، أستراليا مع انضمام برنارد كاري وجيف موريل وجريس أوسوليفان إلى فريق التمثيل. في فبراير، انضمت فان بينج بينج إلى فريق التمثيل كمشاركة في بطولة الفيلم. كانت بلدة والهالا الصغيرة في فيكتوريا بمثابة البديل لموقع نيبال المستخدم في الفيلم. في يونيو، أفيد أن شركة فيرتيكال للترفيه قد حصلت على حقوق التوزيع، وتمت إعادة تسمية الفيلم إلى Ice Road: Vengeance.

## الاطلاق
تم إصدار الفيلم في الولايات المتحدة في مسارح مختارة في 27 يونيو 2025، وتم إصداره على الفيديو عند الطلب في 1 يوليو 2025. 

## روابط خارجية
- Ice Road: Vengeance على موقع IMDb (الإنجليزية)
- Ice Road: Vengeance على موقع ألو سيني (الفرنسية)
- Ice Road: Vengeance على موقع قاعدة بيانات الفيلم (الإنجليزية)
- Ice Road: Vengeance على موقع ليتربوكسد (الإنجليزية)